# Dagala del Re
Dagala del Re is een plaats (frazione) in de Italiaanse gemeente Santa Venerina.